# Tanderup Sogn
Tanderup Sogn ist eine Kirchspielsgemeinde (dän.: Sogn) im südlichen Dänemark. Bis 1970 gehörte sie zur Harde Båg Herred im damaligen Odense Amt, danach zur Ejby Kommune im
Fyns Amt, die im Zuge der  Kommunalreform zum 1. Januar 2007 in der
Middelfart Kommune in der Region Syddanmark aufgegangen ist.
Im Kirchspiel leben 410 Einwohner (Stand:1. Januar 2023). Im Kirchspiel liegt die Kirche „Tanderup Kirke“.
Nachbargemeinden sind im Nordwesten Husby Sogn, im Norden Ørslev Sogn und im Nordosten Gelsted Sogn, ferner in der angrenzenden Assens Kommune im Osten Kerte Sogn und im Süden Sandager Sogn.